# Косю

35°42′19″ пн. ш. 138°43′46″ сх. д. / 35.70528° пн. ш. 138.72944° сх. д.
Ко́сю (яп. 甲州市, こうしゅうし, МФА: [koːɕuː ɕi̥]) — місто в Японії, в префектурі Яманасі.

## Короткі відомості
Розташоване в північно-східній частині префектури, на сході западини Кофу. Виникло на основі постоялого містечка та сільських поселень раннього нового часу. Засноване 1 листопада 2005 року шляхом об'єднання міста Сіояма з містечком Кацунума й селом Ямато. Основою економіки є сільське господарство, вирощування винограду і персиків, виноробство. Станом на 1 квітня 2009 площа міста становила 264,01 км². Станом на 1 липня 2011 населення міста становило 33 704 осіб.

## Міста-побратими
- Бон, Франція (1976)
- Фуццу, Японія (1977)
- Ames, США (1993)
- Турфан, КНР (2000)

## Уродженці
- Амемія Кейдзіро — фінансист.